# Horusický rybník
Horusický rybník je třetí největší rybník nejen v Jihočeském kraji, ale i v celé České republice. Prostírá se na jižně od vlastní zástavby na území vsi Horusice, části města Veselí nad Lužnicí v okrese Tábor, 3 až 5 km jihozápadně od Veselí nad Lužnicí na levé straně hlavní silnice č. 3 a železniční trati č. 220 z Prahy do Českých Budějovic, nedaleko jihozápadně od rybníka se nachází ves Bošilec, již v okrese České Budějovice. Hráz, po které vede silnice z Veselí nad Lužnicí do Třeboně, je dlouhá 714 m, vysoká 11 m a rostou na ní staré duby. Kromě nejhlubšího místa u hráze (6 m) je rybník mělký (1,6 m), což svědčí chovu ryb. Vodní plocha má rozlohu 415 ha.

## Vodní režim
Jedná se o poslední rybník na Zlaté stoce, která o necelý kilometr dále vtéká do Lužnice. Rybník leží na  Bukovském potoce, který do něj vtéká jako největší přítok i z něj vytéká, do rybníka se dále vlévá Bošilecký potok, což je přítok od Bošileckého rybníka, související z větší části se Zlatou stokou. Do rybníka ústí též odbočný kanál přímo ze Zlaté stoky. Výpust tvoří tři dřevěné trouby hrazené dřevěnými lopatkami.

## Ochrana přírody
Na rybníku se v zimě vyskytuje orel mořský.
V jihovýchodní části rybníka byla zřízena národní přírodní památka Ruda na ochranu rozsáhlého rašeliniště. V západní části rybníka je pak přírodní rezervace Horusická blata.

## Historie
Rybník byl podle návrhu Štěpánka Netolického vybudován na Bukovském potoce v roce 1512. V místech dnešního rybníka bývala ves Oslov. Jakub Krčín dále zdokonalil hráz, ale rybník nerozšiřoval ani jinak neupravoval, jak bylo pro něj typické. Rybník se jmenuje podle vesnice Horusice (dnes část města Veselí nad Lužnicí) na jeho severním břehu.